# روستريوفا (أنغلزي)
روستريوفا (بالإنجليزية: Rhostrehwfa)‏ هي قرية تقع في المملكة المتحدة في ويلز.